# 平凡岁月的魅力
平凡岁月的魅力（The Magic of Ordinary Days）是一部根据安·霍华德·克里尔（Ann Howard Creel）的同名小说改编的電影，这部电影于2005年1月30日首次在CBS播出。這部電影由布伦特·希尔兹 (Brent Shields) 执导，安德鲁·戈特利布 (Andrew Gottlieb) 出品，由凱莉·羅素、斯基特·烏爾里奇和梅尔·温宁厄姆等人主演。该影片主要讲述的是一个受教育的女子被强行嫁给了一个农夫，后来在和农夫经历过一段日子后，逐渐爱上了彼此的故事。

## 劇情
1944年中，安靜嫻雅的女子由長途坐車來到柯羅拉多州鄉下，沿途想著過往的生活。她的母親新近逝世，父親為她安排了這場婚姻。在火車站接她的是主婚的神父，一出車站就被載往教堂等著成婚。她與新郎直至此刻才見面，在場觀禮的只有新郎的姊姊和姊夫，而新郎甚至沒有準備戒指。她第一次見識到廣闊的田野，夫家最近的鄰居距離八哩遠，連他家裡的狗都不認識她。嫁進來的這個家平淡無奇，像個單身漢的居處。
他是個一切靠自己的農夫，而她是個廚藝不精的碩士。附近只有郵局有電話，而圖書館在鄰鎮。農夫認為，他們當下的結合，可能是上帝的意思。
由於他只有一輛載送農產品的破舊農用卡車，她只得由他開車進城，趁機打電話向姐妹傾訴自己的悲傷。好在兩人外表登對，農夫也善待她，並不強求夫妻之實。甚至在三姑六婆面前編謊話解除她的尷尬。
他的農田中有政府指派的日裔農工，她試著與其中兩位女性交朋友。並試著融入妻子的角色，雖然此時她己懷孕四個月，但他向她保證三姑六婆不會就此碎嘴，因為大家都希望這對小夫妻幸福快樂。
家裡附近有條小河，但水淺不適會游泳。農夫得知她喜歡游泳後，租借了挖土機在前院挖個池子以方便她們母子戲水。
雖然以人類歷史為尺度的學者與用自己人生丈量時間的鄉下人之間對事物的看法有很大差異，例如對日裔美國人的看法。但農夫仍努力作功課，以求跟上妻子的學識。這使他看來與其鄉親有些不同，也令她相當感動。